# 康福斯
康福斯（Carnforth）是位於英格蘭蘭開夏郡的一個小鎮和民用教區。據2001年英國人口普查，康福斯有人口5,350人。2011年，康福斯人口增加到5,560人。